# Theridion nesticum
Theridion nesticum är en spindelart som beskrevs av Claude Lévi 1963. Theridion nesticum ingår i släktet Theridion och familjen klotspindlar. Inga underarter finns listade i Catalogue of Life.